# Naomi Parker
Naomi Parker Fraley (Tulsa, 26 de agosto de 1921 - Longview, 20 de janeiro de 2018) foi uma trabalhadora norte-americana da Segunda Guerra e modelo para a imagem icônica do cartaz Rosie the Riveter.
Nascida no estado de Oklahoma, seu pai Joseph Parker, que era engenheiro de minas, mudava-se constantemente. Quando os Estados Unidos entrou na guerra, Naomi e sua família moravam na cidade de Alameda, na Califórnia.  
No início da década de 1940, Naomi participou de um programa de esforço de guerra conhecido como women in the World Wars, iniciado alguns meses depois do ataque japonês a Pearl Harbor, e ganhava US$ 0,50 por hora para trabalhar em fábricas que construíam armamentos bélico para a guerra. Em 1942, ela trabalhava na Naval Air Station Alameda, uma fábrica de aviões, quando um fotógrafo da United Press International tirou fotografias dela operando algumas máquinas-ferramenta (as fotos foram feita no dia 24 de março de 1942). Estas fotos foram usadas para ilustrar matérias jornalísticas em alguns jornais, como por exemplo, no Oakland Post-Enquirer ou na edição de 5 de julho de 1942 do Pittsburgh Press. Estas mesmas fotos, em preto e branco, foram usadas pelo ilustrador gráfico J. Howard Miller como modelo para uma campanha motivacional contratada pela Westinghouse, que transformou a imagem real de Naomi em uma personagem para cartazes com cores primárias. A finalidade da campanha era combater o absenteísmo e desencorajar convocações para greve e foi usado nas fábricas da Westinghouse em 1943.
Em 1943, Naomi deixou a fábrica de aviões e casou-se com Joseph Blankenship (o primeiro de seus três maridos; o último, Charles Fraley). O casal e seu pai, Joseph Parker, abriram uma empresa que recolhiam aparas de ferro e vendiam para os militares. A empresa fechou assim que a guerra acabou, em 1945.

## Imagem icônica

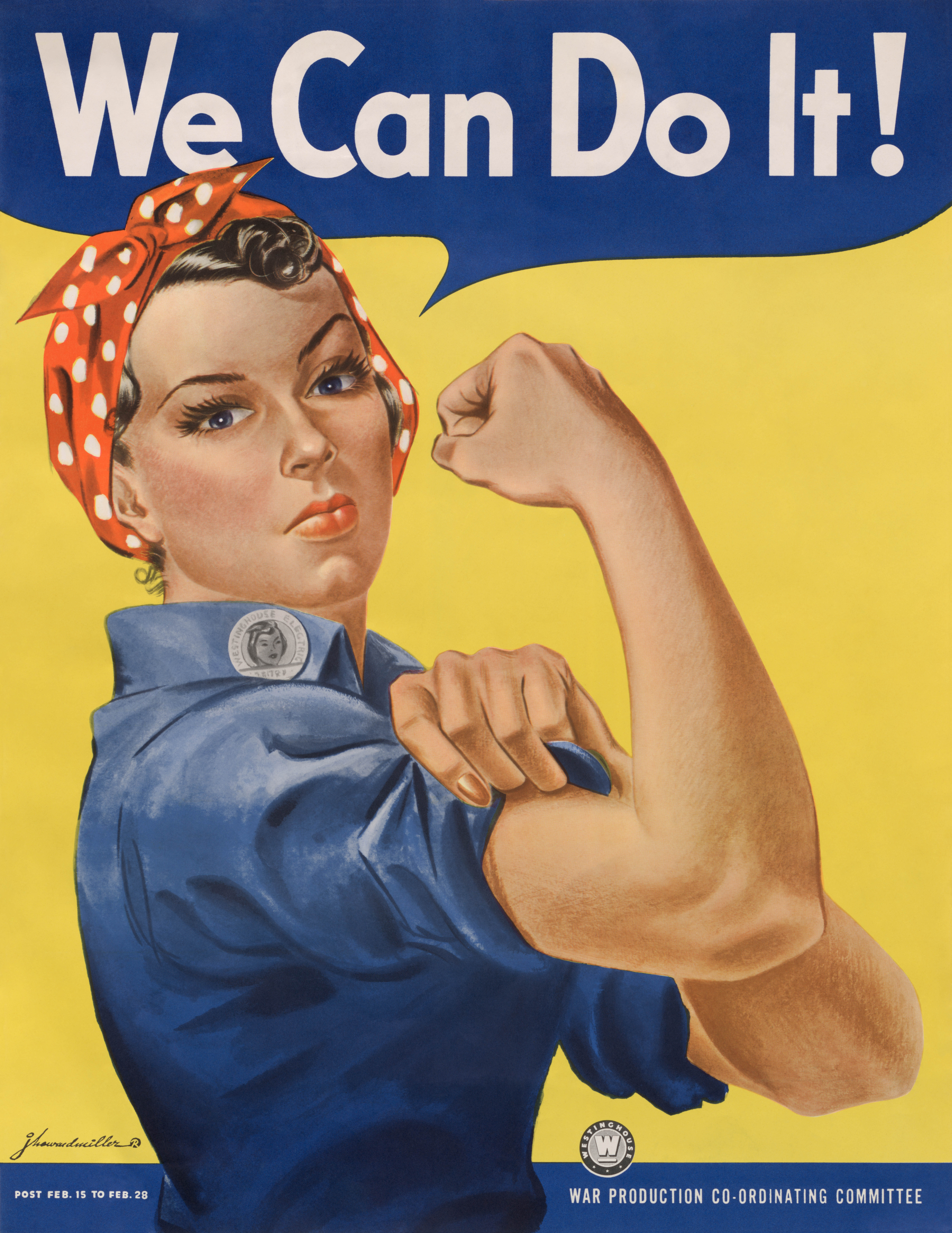
A icônica imagem baseada na foto de Naomi Parker

Na década de 1980, um dos cartazes foi redescoberto e tornou-se a famosa imagem conhecido como Rosie the Riveter (Rosie, a rebitadeira).
Por algum tempo, acreditou-se que a modelo do cartaz seria Geraldine Doyle, porém, em 2009 Naomi participava de uma palestra no "Rosie the Riveter/World War II Home Front National Historical Park" (parque histórico que homenageia o esforço das mulheres na segunda guerra) e quando mostraram a fotografia de 1942 com a legenda indicando ser Geraldine a operária, a palestrante negou o crédito. Naomi enviou uma carta a diretoria do "park" informando que havia um erro de identificação na foto e anexou alguns recortes de jornais da época, que Naomi e sua irma tinham guardados. Nestes recortes, tinham o nome de Naomi nas legendas. A direção do Historical Park agradeceu o material enviado, mas não alterou o nome nas fotos expostas. Em 2012, o  professor da Universidade Seton Hall e especialista em propaganda da Segunda Guerra Mundial, James J. Kimble, iniciou uma investigação sobre o tema e descobriu em 2015, a real identidade, creditando para Naomi a pessoa que operava a máquina-ferramenta e vestia o macacão azul, com a bandana vermelha de bolinhas na cabeça.

## Morte
Em 20 de janeiro de 2018, Naomi morreu em decorrência de um câncer de cólon aos 96 anos de idade.